# گلدباخ-آلتنباخ
گلدباخ-آلتنباخ (به فرانسوی: Goldbach-Altenbach) یک کمون (فرانسه) در فرانسه است که در canton of Saint-Amarin واقع شده‌است. گلدباخ-آلتنباخ ۹٫۱۴ کیلومتر مربع مساحت دارد ۶۸۰ متر بالاتر از سطح دریا واقع شده‌است.